# Karel Čapek (calciatore)
Karel Čapek (26 gennaio 1925 – ...) è stato un calciatore cecoslovacco, di ruolo portiere.

## Carriera

### Nazionale
Il 12 giugno 1948 fa il suo debutto in Nazionale contro la Francia, sostituendo il portiere titolare Vlastimil Havlíček a un minuto dalla fine dell'incontro amichevole, sul punteggio finale di 0-4. Il 4 luglio seguente sostituisce nuovamente Havlíček, al 35' della sfida amichevole contro la Romania, sull'1-1: al 90' Čapek subisce il suo unico gol in Nazionale, su calcio di rigore.